# Gliese 1
Gliese 1 je 14,2 světelných let od Sluneční soustavy vzdálená hvězda v souhvězdí Sochaře, které se nachází v jižní části oblohy. Jedná se o jednu z Slunci nejbližších hvězd. Hvězda je červeným trpaslíkem, nicméně se zdánlivou hvězdnou velikostí +8,5 mag je příliš slabá na to, aby byla pozorovatelná bez dalekohledu.

## Charakteristika
Hvězda má podle různých zdrojů spektrální třídu mezi M1,5V až M4V. Odhaduje se, že Gliese 1 má 45 až 48 % hmotnosti Slunce
a 46 až 48 % slunečního poloměru.
Hvězda je proměnnou hvězdou BY Draconis. V katalogu proměnných hvězd má označení NSV 15017. Hvězda je eruptivní proměnnou hvězdou. Stejně jako ostatní eruptivní proměnné hvězdy emituje při erupcích rentgenové záření.
U Gliese 1 bylo v infračervené části spektra prozkoumáno blízké okolí hvězdy na případné průvodce. Žádní průvodci nebyli zjištěni do magnitudy 10,5 do vzdálenosti 1 AU, do magnitudy 12,5 nebyl průvodce zjištěn do vzdálenosti 10 AU. Měřením radiálních rychlostí hvězdy se rovněž nepodařilo odhalit přítomnost planety obíhající okolo hvězdy. Toto hledání vyloučilo planetu s hmotností několika Zemí obíhající v obyvatelné zóně hvězdy, nebo planetu o hmotnosti Jupitera obíhající ve vzdálenosti menší než 1 AU. Radiální rychlost hvězdy ukazuje malé nebo žádné změny, přičemž přesnost měření je menší než 20 m/s.
Komponenty prostorové rychlosti hvězdy jsou U = 77,2, V = −99,5 a W = −35,6 km/s. Hvězda obíhá okolo jádra naší galaxie po eliptické dráze s výstředností 0,45. Vzdálenost od jádra Mléčné dráhy se mění od 3510 do 9150 parseků. Pro srovnání, Slunce je v současné době vzdálené 8500 parseků od jádra galaxie. Hvězdy s vysokou rychlostí pohybu se nazývají (anglicky runaway stars). Gliese 1 má prostorovou rychlost 111,3 km/s a vektor její rychlosti ji pravděpodobně spojuje s hvězdnou asociací Tucana-Horologium, případně s hvězdnou asociací AB Doradus.
Hvězda se nachází velmi blízko počátku rektascenze epochy 1950, a stala se proto první hvězdou Glieseho katalogu nejbližších hvězd i katalogu hvězd Willema Jacoba Luytena.